# Kloster Rapperswil
Das Kloster Rapperswil ist ein aktives Kloster des Kapuzinerordens  in Rapperswil im Kanton St. Gallen in der Schweiz. Es besteht seit 1602. Überregional bekannt ist das Kloster für seinen Rosengarten und die Antoniusgrotte.

## Geschichte
In den Wirren der Reformation erlangte Rapperswil strategische Bedeutung:
Zürich wollte den katholischen Brückenkopf nach Möglichkeit neutralisieren, die katholischen Kantone versuchten diesen Vorposten zu festigen. Bald nach der Gründung des ersten Kapuzinerklosters in Altdorf, Kanton Uri, wurden Verhandlungen aufgenommen mit dem Bestreben, die Kapuziner in Rapperswil anzusiedeln.

### Gründung

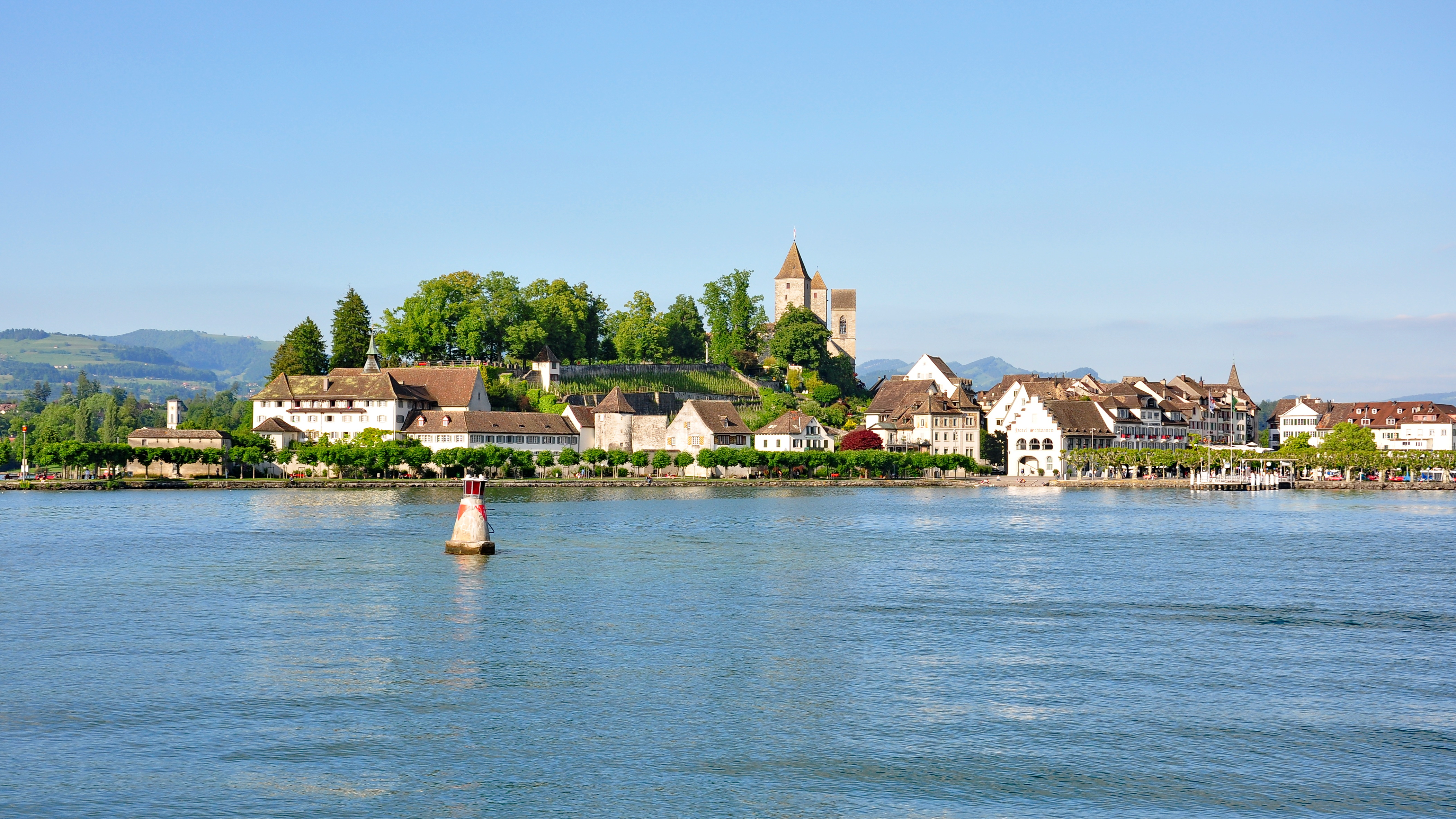
Schlosshügel und Kapuzinerkloster

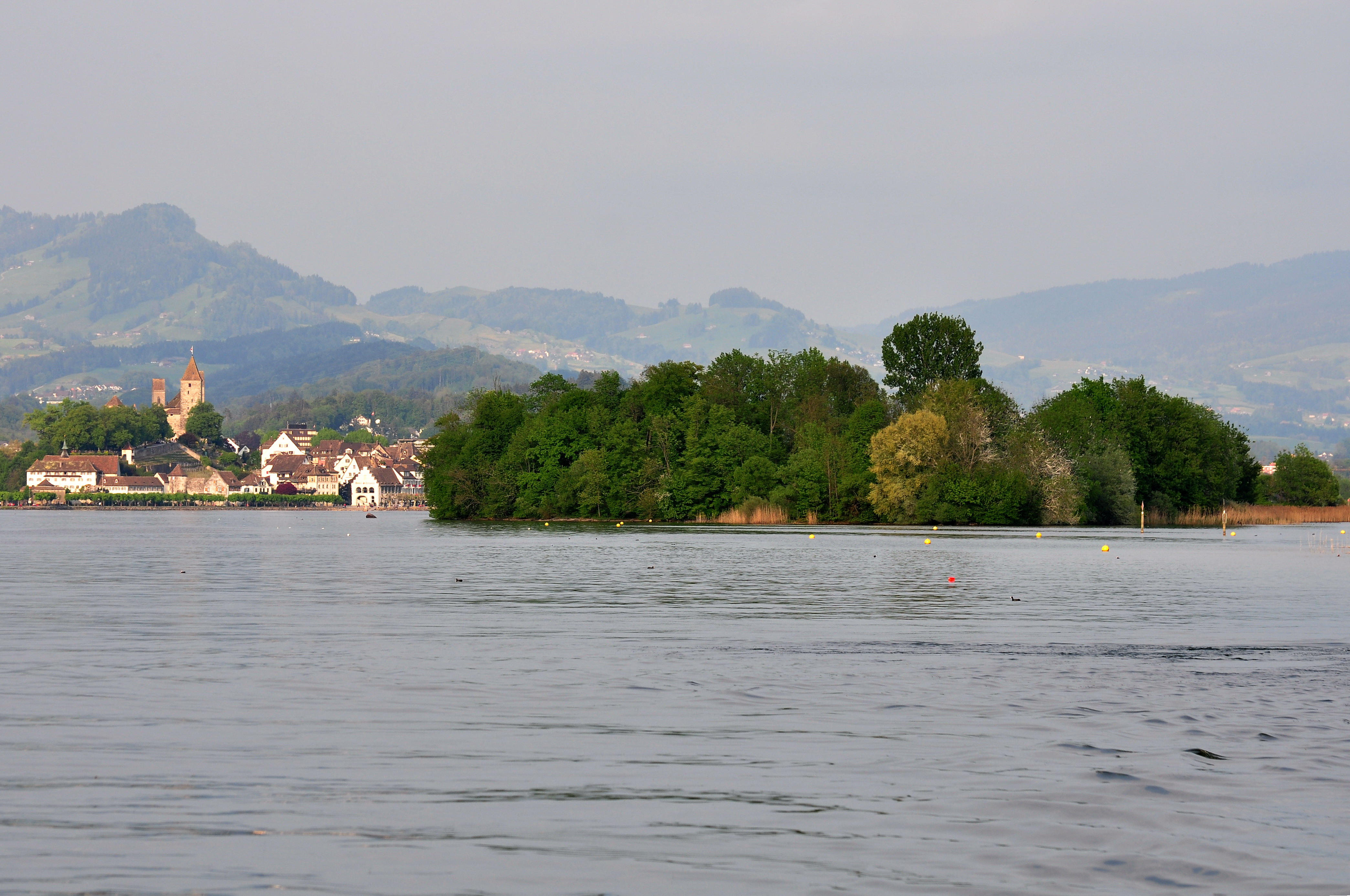
Kloster, Lützelau und Ufenau

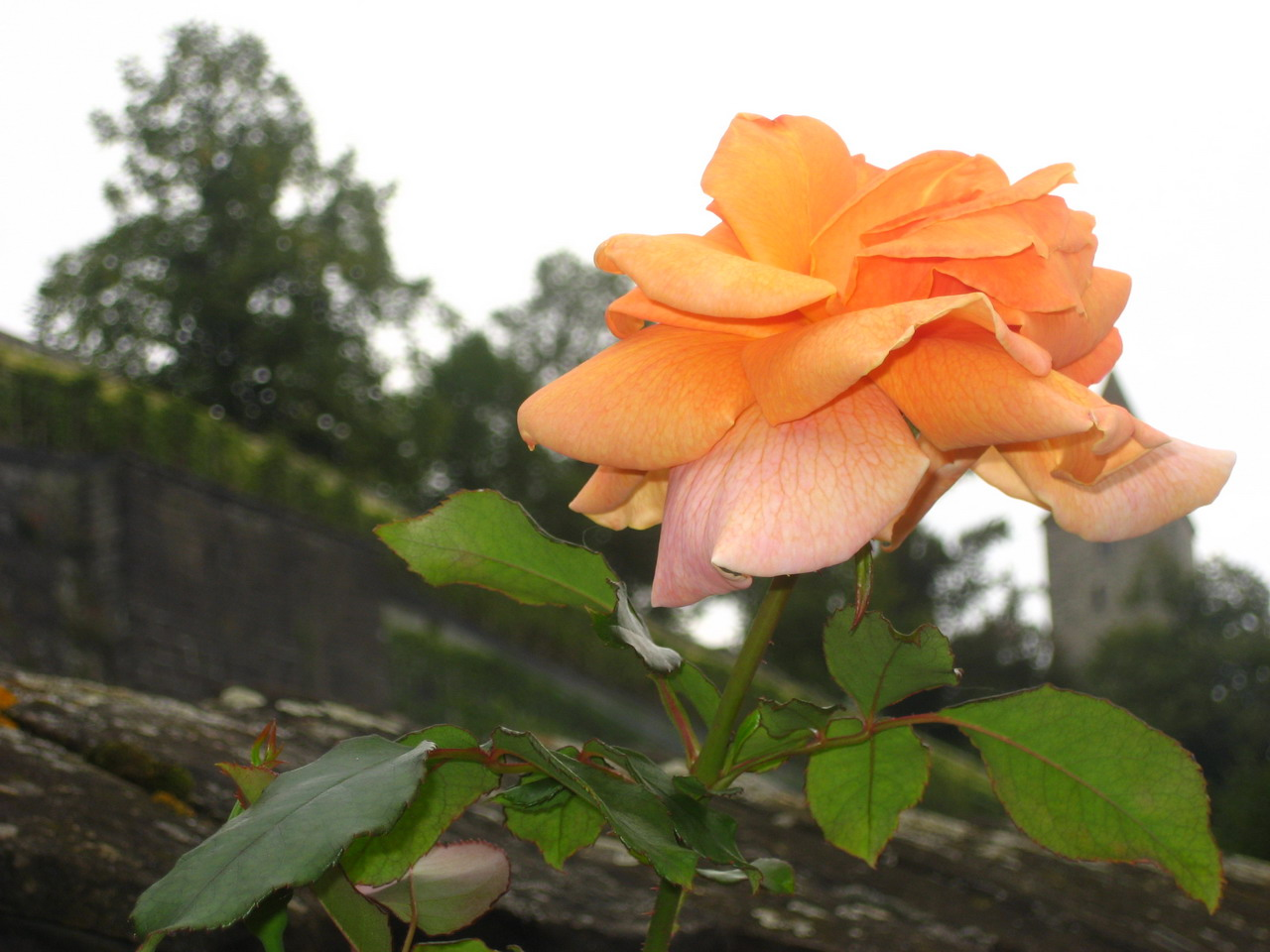
Rosengarten Kapuzinerkloster

Nur widerstrebend und auf Befehl des Papstes über die Alpen gekommen, bauten die volksnahen Franziskaner zunächst in Altdorf (1581), Stans (1582), Luzern (1583), Schwyz (1585) kleine Klöster und wurden vom St. Galler Abt in den Dienst der katholischen Erneuerung gestellt. Die Idee einer Kapuzinerniederlassung wurde im Februar 1596 von Schwyz, Uri und Unterwalden dem Provinzial in Luzern und der Ordensleitung in Rom vorgetragen, und von der Kapuzinerprovinz und vom neugewählten Ordensgeneral aufgenommen.
Nach langen Verhandlungen wies man den Kapuzinern das wertloseste Land in Endingen ausserhalb der ummauerten Stadt zu: ein abfallender Nagelfluhbrocken zum See hin. Mehr als ein Jahr wurde benötigt, um den Baugrund durch Sprengungen herzurichten.
Rapperswil stellte das Baumaterial zur Verfügung und beteiligte sich am Bau  am westlichen Ende des Schlosshügels respektive der Halbinsel Rapperswil.
Nuntius Giovanni della Torre erreichte, dass der Rat am 2. September 1602 den Baubeschluss «zur Mehrung und Äuffnung des heiligen, christlichen römisch-katholischen Glaubens» fasste und motivierte private und kirchliche Gönner, die notwendigen Gelder zu stiften. Die lange Liste «grosser und kleiner Spender wird von Witwe Verena Züger eröffnet. Ihre Landschenkung beim Krützli und weitere 1000 Gulden anderer Bürger setzten einen grossartigen Anfang, dem weder die Spende eines der acht Äbte oder der katholischen Orte, noch die Beiträge des Schultheissen von Rapperswil oder des französischen Königs gleichkommen sollten ... der päpstliche Nuntius, die Äbte von Einsiedeln, St. Gallen, St. Blasien, Muri, Rheinau, Wettingen, Pfäfers und das Kloster Fischingen sowie politische Herrschaften, die in ein katholisches Rapperswil investierten: der König von Frankreich, dessen Soldbündnis Rapperswil 1521 beigetreten war, die Schirmorte Uri, Schwyz, Unterwalden und Glarus, das Land Appenzell und Schultheiss Pfyffer von Luzern. Andere Beiträge fielen dem entstehenden Kloster auch spontan zu. So übernahm etwa ein Elsässer Pilger, der später auf dem Weg nach Einsiedeln am Bauplatz vorbei wanderte, die Kosten für die Wasserzuleitung aus dem Stadtbrunnen und spendete dafür gegen 100 Gulden.».
Dort zogen im Gründungsjahr vier Patres und drei Brüder ein, mit denen die seit über 400 Jahren währende Geschichte der Rapperswiler Kapuzinergemeinschaft begann.
Trotz massiver Sanktionsandrohungen der Stadt Zürich nahm am 23. September 1607 der Churer Bischof Johannes V. Flugi von Aspermont – der Schlussstein am Portal der Kirche trägt das Jahr 1606 – die Weihe von Kirche und der Altäre des Klosters Rapperswil vor und weihte auch die während der Reformation geschändeten Kirchen und Kapellen.

### Chronologie

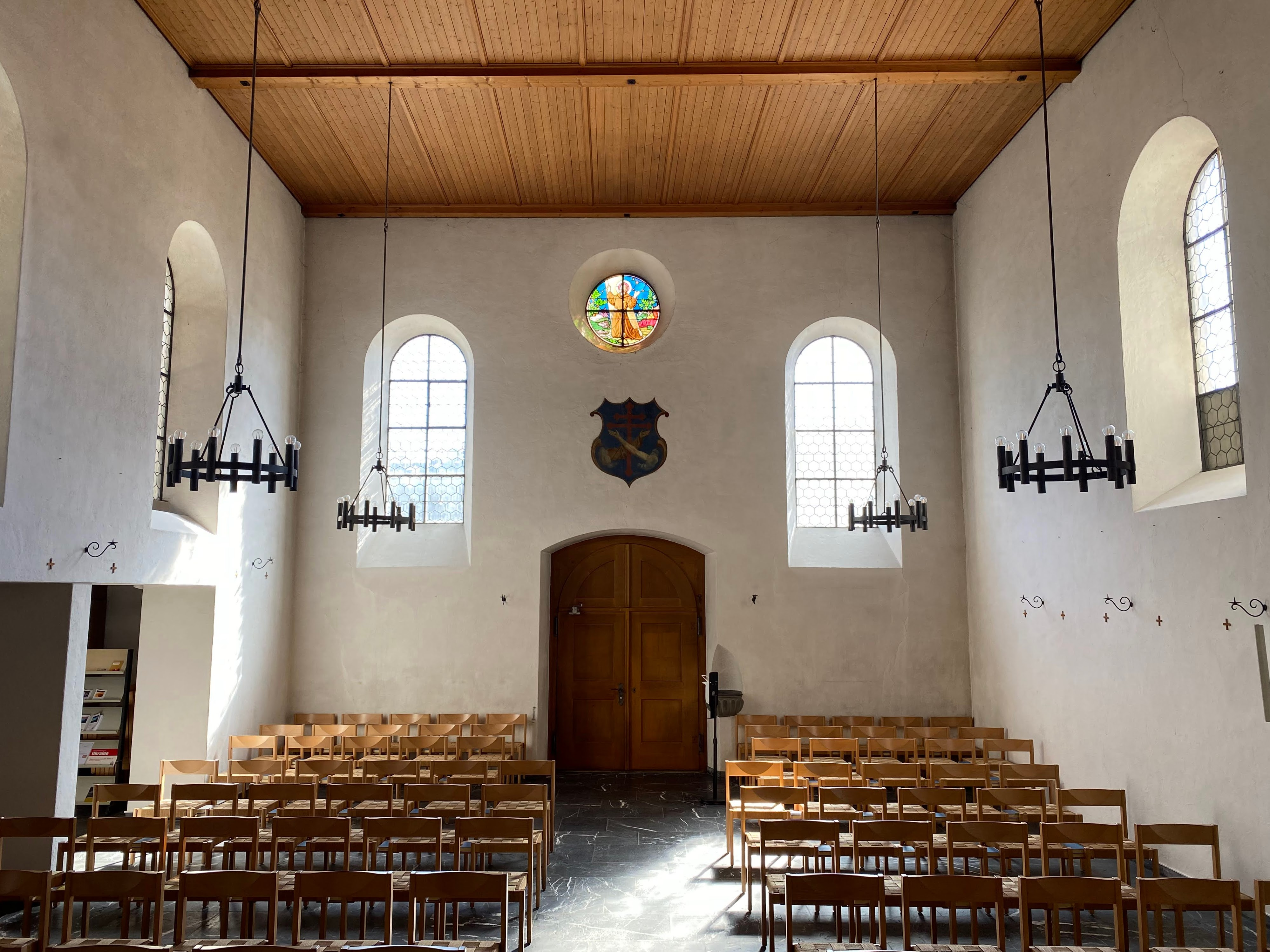
Der Innenraum der Kirche

1607 war es die Aufgabe der Kapuziner, Rapperswil als Brückenkopf des katholischen Glaubens zu sichern und in den umliegenden Bezirken das katholische Leben der Bevölkerung zu fördern und zu festigen.
1640 wurde ein Verbindungsbau zwischen Kloster und Kirche mit drei Zellen, einer Bibliothek und der Sakristei gebaut.
1662 wurde die Kapuzinerschanz nach Plänen des Bruder Probus Heine in der heutigen Form nach der Belagerung von Rapperswil (1656) durch die Zürcher gebaut.
1734 erzwang der zahlreiche Ordensnachwuchs eine starke Erweiterung des Klosters. Auf der Südseite entstand durch einen neuen Trakt der typische geschlossene Innenhof. Der Nordtrakt wurde verbreitet und der Westtrakt verlängert. Auch die Kirche wurde renoviert und der innere Chor vergrössert. Aus dieser Zeit stammen wahrscheinlich die Kreuzwegbilder in der Kirche.
1923 wurden die Wohntrakte West und Süd um ein Stockwerk erhöht und damit der Höhe des Nordflügels angepasst. Viele Bauteile wurden bei dieser Gelegenheit saniert und die Wohnsituation verbessert. Die Kirche wurde neubarock umgestaltet und die Antoniusgrotte angebaut.
1925 musste in der Kirche eine neue Gipsdecke angebracht werden, zugleich wurde auf der rechten Seite des Kirchenschiffs ein neues Fenster ausgebrochen.
1967 wurde ein neuer Flügel stumpfwinklig zwischen Totenkapelle und Südtrakt gebaut, der mit dem Eingang der Pforte einen neuen Innenhof bildet. Ebenso wurden die Wohnverhältnisse komplett saniert und auch die sanitären Einrichtungen erneuert. Durch die Renovation der Kirche wurde diese den Anforderungen neuer Liturgieformen angepasst und eine Atmosphäre geschaffen, die dem Kirchgänger das persönliche Gebet und Meditation erleichtern.
Seit November 1992 ist das Kloster für Gäste, Frauen und Männer geöffnet, die mindestens eine Woche mit der Klostergemeinschaft mitleben möchten. Zudem wurde vom Regionalkapitel der Deutschschweiz (Delegiertenversammlung der Kapuziner) der Auftrag an die Gemeinschaft erteilt, nach neuen Gebets- und Liturgieformen zu suchen und sich auf eine neue Art und Weise in die Stadt und Region zu integrieren.
Im Dezember 1998 kamen zwei Schwestern aus Menzingen nach Rapperswil und leben und arbeiten seither in der Gemeinschaft mit.
Im Jahr 2000 wurden die Kirchenbänke durch Stühle ersetzt. So ist man beweglicher in der Raumgestaltung für spezielle Liturgien, wie Tanzgottesdienste, Ostermorgen- und Gruppenfeiern.
Während sich in der Reformationszeit im 16. Jahrhundert Reformierte und Katholiken noch verbissen bekämpften, waren 2001 mindestens ein Drittel der Klostergäste reformiert und einige konfessionslos.
2002 wurden zwei Jubiläen gefeiert:
400 Jahre Kapuziner in Rapperswil und 10 Jahre „Kloster zum Mitleben“

## Gebäude
Die Ausmasse des ersten Klosters waren bescheiden und für nur 12 Brüder berechnet. Der für den Bau notwendige Platz musste in harter Arbeit aus dem Felsen gesprengt werden, sodass die ältesten Teile des Klosters sich direkt an den Schlosshügel einfügen. Erweiterungsbauten wurde nach und nach vorgenommen, und auch Platz für den Klostergarten bei der Kreuzliwiese am Endingerhorn geschaffen, nach Westen in den Zürichsee hinausragend.
Auf dem Klostergelände liegt auch das sogenannte Einsiedlerhaus – benannt nach dem Kloster Einsiedeln als einstige Besitzerin der ehemaligen «Krüzliwiese» – in dem bis 1972 eine kleine Tuchwalke betrieben wurde. Durch das Tor beim Endingerturm erfolgt der Zugang aus der Altstadt von Rapperswil